# Gezawa
Gezawa is een plaats, LGA in het noorden van de Nigeriaanse staat Kano. De plaats ligt in het middelste gedeelte van de geografische regio Soedan. 
De LGA Gezawa telde in 2016 naar schatting 392.700 inwoners op een oppervlakte van 378,5 km².

## Geschiedenis
Op 11 maart 1851 heeft de Duitse ontdekkingsreiziger Heinrich Barth de stad aangedaan tijdens zijn reis vanuit Kano naar Kukawa. Hij vermeld dat de stad omringd is door een gracht en een lemen muur. Binnen deze muur heeft de stad een zeer somber voorkomen, waarvan een derde van de ruimte bebouwd is met ellendige hutten die hier en daar verspreid staan. Verder schrijft Heinrich Barth dat de inwoners leven van veeteelt en wordt er op de markt in die plaats alleen rundvee en schapen verkocht, samen met een geringe hoeveelheid graan.

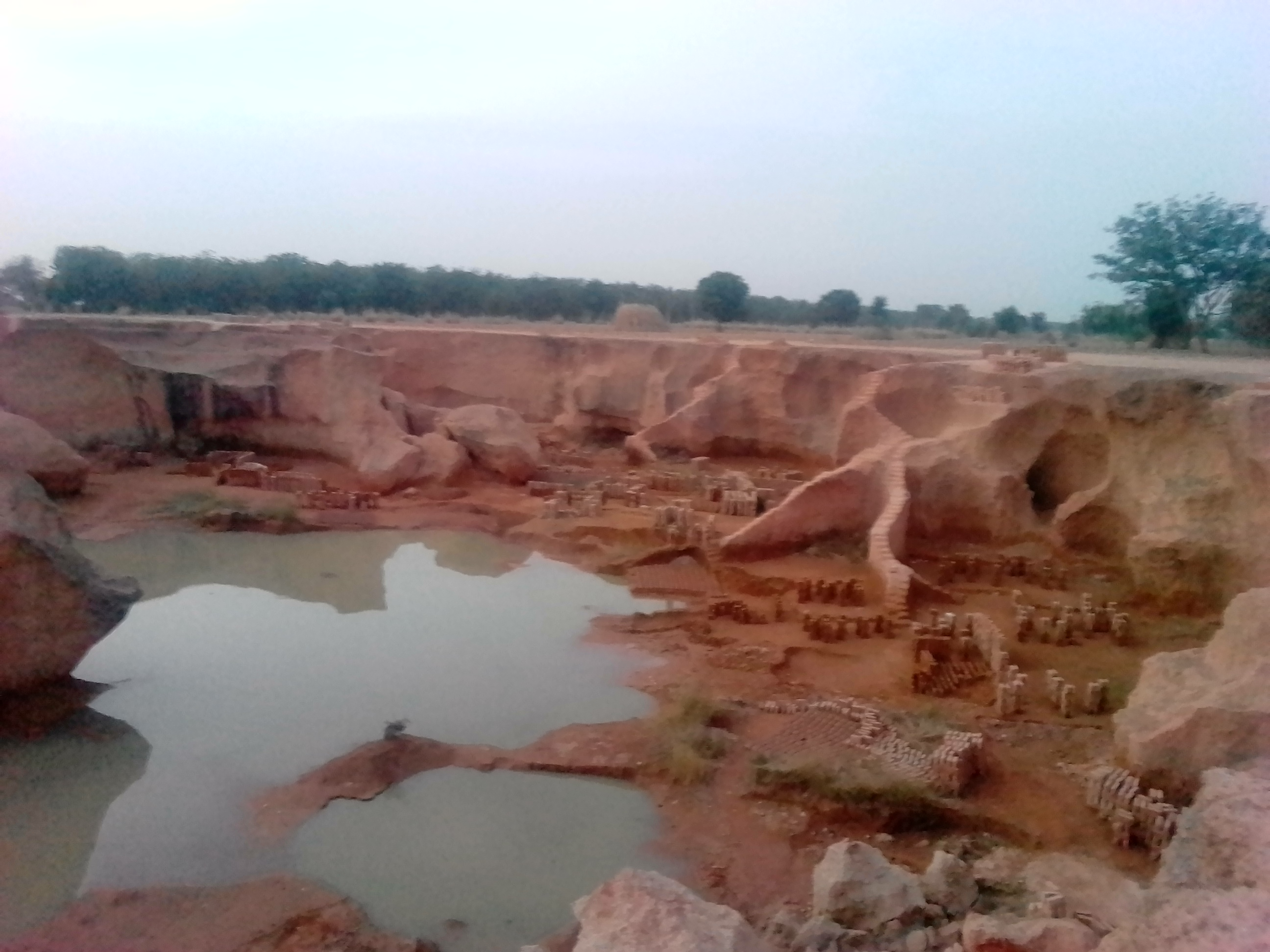
Traditioneel stenen maken in Gezawa